# Yumika Yano
Yumika Yano (矢野 優美華 Yano Yumika?, 19 de febrero) es una actriz de voz japonesa.

## Biografía
Yano nació un 19 de febrero en Tokio, Japón. En la escuela secundaria, tenía muchos amigos a su alrededor que también eran aficionados al anime y al manga, y solían ir juntos a comprar en tiendas como Animate. Fue entonces cuando pensó: "Los actores de voz también cantan y aparecen en la radio, parece divertido", e incluso llegó a postularse a una audición para actores de voz que encontró en una revista. Durante la escuela secundaria, escuchó el rumor de que si ingresas a una academia de formación, puedes convertirte en actor de voz, lo que la llevó a decidirse a ingresar a una de estas academias. En la universidad, se especializó en la facultad de letras. Su período de formación fue largo; asistió a la academia de formación durante seis años, desde la secundaria hasta la universidad. Posteriormente, asistió a otra academia de formación, aunque llegó a pensar que "Tal vez esto no sea para mí...". En ese momento, logró ser aceptada en Yu-Rin Pro, la agencia a la que más tarde pertenecería.
Su primer trabajo fue en un juego de aplicaciones en el que participó aproximadamente seis meses después de unirse a la agencia. Su primer papel regular en un anime fue en Hanebado!.

## Filmografía
Los papeles principales están en negrita

### Anime

#### Series de televisión
| Año  | Título                                                          | Rol                                       | Refs.         |
| ---- | --------------------------------------------------------------- | ----------------------------------------- | ------------- |
| 2018 | Pazudora                                                        | Chica D                                   | [ 3 ]         |
| 2018 | Angolmois: Genkō Kassen-ki                                      | Ama                                       | [ 4 ]         |
| 2018 | Hanebado!                                                       | Megumi Matsushita                         | [ 2 ]         |
| 2019 | Stand My Heroes: Piece of Truth                                 | Chica                                     | [ 5 ]         |
| 2019 | Mob Psycho 100 II                                               | Niño                                      | [ 6 ]         |
| 2021 | Platinum End                                                    | Audiencia 2                               | [ 7 ]         |
| 2022 | Koi wa Sekai Seifuku no Ato de                                  | App                                       | [ 8 ]         |
| 2023 | Detective Conan                                                 | Mujer                                     | [ 9 ]         |
| 2023 | Kanojo ga Kōshaku-Tei ni Itta Riyū                              | Vivian Shamall                            | [ 10 ] [ 11 ] |
| 2023 | Nokemono-tachi no Yoru                                          | Mujer del pueblo                          | [ 12 ]        |
| 2024 | One Room, Hi Atari Futsū, Tenshi Tsuki.                         | Anunciadora                               | [ 13 ]        |
| 2024 | Sentai Daishikkaku                                              | Yumeko Suzukiri                           | [ 14 ] [ 15 ] |
| 2024 | Madо̄gushi Dahlia wa Utsumukanai: Kyō kara Jiyū na Shokunin Life | Miembro del personal del gremio (Mujer A) | [ 16 ]        |
| 2024 | Oshi no Ko 2nd Season                                           | Director de sonido                        |               |
| 2025 | Watari-kun no xx ga Hōkai Sunzen                                | Satsuki Tachibana                         | [ 17 ]        |

#### Películas
| Año  | Título                                               | Rol       | Refs.  |
| ---- | ---------------------------------------------------- | --------- | ------ |
| 2018 | Haikara-san ga Tōru Movie 2: Hana no Tokyo Dai Roman | Enfermera | [ 18 ] |

### Videojuegos
| Año  | Título                  | Rol                                                                                    | Refs.                |
| ---- | ----------------------- | -------------------------------------------------------------------------------------- | -------------------- |
| 2018 | Monster Strike          | Ereshkigal; Echidna; Wagner; Princesa de la Luz; Monster Zoro (Deidad Bestia); Cuteera | [ 19 ] [ 20 ] [ 21 ] |
| 2020 | Altdeus: Beyond Chronos | Voces extra                                                                            | [ 22 ]               |
| 2021 | Figure Story            | Jess                                                                                   | [ 23 ]               |
| 2022 | Path to Nowhere         | Rui Akutsu                                                                             | [ 24 ]               |
| 2023 | Xicatrice               | Kelvin; Lisa                                                                           | [ 24 ]               |